# خیل رورد
جیل جیمی رورد (به لاتین: Jill Jamie Roord، زاده ۲۲ آوریل ۱۹۹۷) یک بازیکن فوتبال اهل هلند است که در پست هافبک برای تیم فوتبال زنان آرسنال در سوپر لیگ زنان فوتبال انگلیس و برای تیم ملی هلند بازی می‌کند.